# Господин Бейзбол
„Господин Бейзбол“ (на английски: Mr. Baseball) е американска спортна комедия от 1992 г. на режисьора Фред Скеписи, с участието на Том Селек, Денис Хейсбърт и Кен Такакура.